# Bahia
Bahia je jeden z 26 brazilských států, nachází se v severovýchodní části země na břehu Atlantského oceánu. Jedná se o čtvrtý nejlidnatější brazilský stát (po São Paulu, Minas Gerais a Riu De Janeiru) a pátý největší svou rozlohou. Podle posledního sčítání lidu má Bahia 13 070 250 obyvatel. Bahia má největší podíl černochů v populaci (13 % - 1 700 351) ze všech brazilských států. Jsou potomky otroků přivážených od 16. do 18. století k pracím na plantážích.
Hlavním městem je Salvador, plným názvem portugalsky São Salvador da Bahia de Todos os Santos (volný překlad: Svatý spasitel v Zátoce Všech svatých). Dříve bylo toto město známé pod zkráceným názvem Bahia.

## Ekonomika
Bahia je největším producentem a exportérem kakaa v zemi. Dalším významným průmyslem je turismus.

## Turistika
Zdejší krásné pláže a poklady kulturního charakteru činí z tohoto státu jednu z hlavních brazilských turistických destinací. K oblíbeným přístavům a centrům turistiky patří Ilhéus.

## Paleontologie
V této části Brazílie byly objeveny četné paleontologické lokality s fosiliemi z období druhohor, ve kterých jsou objevovány fosilie dinosaurů, ptakoještěrů, apod.

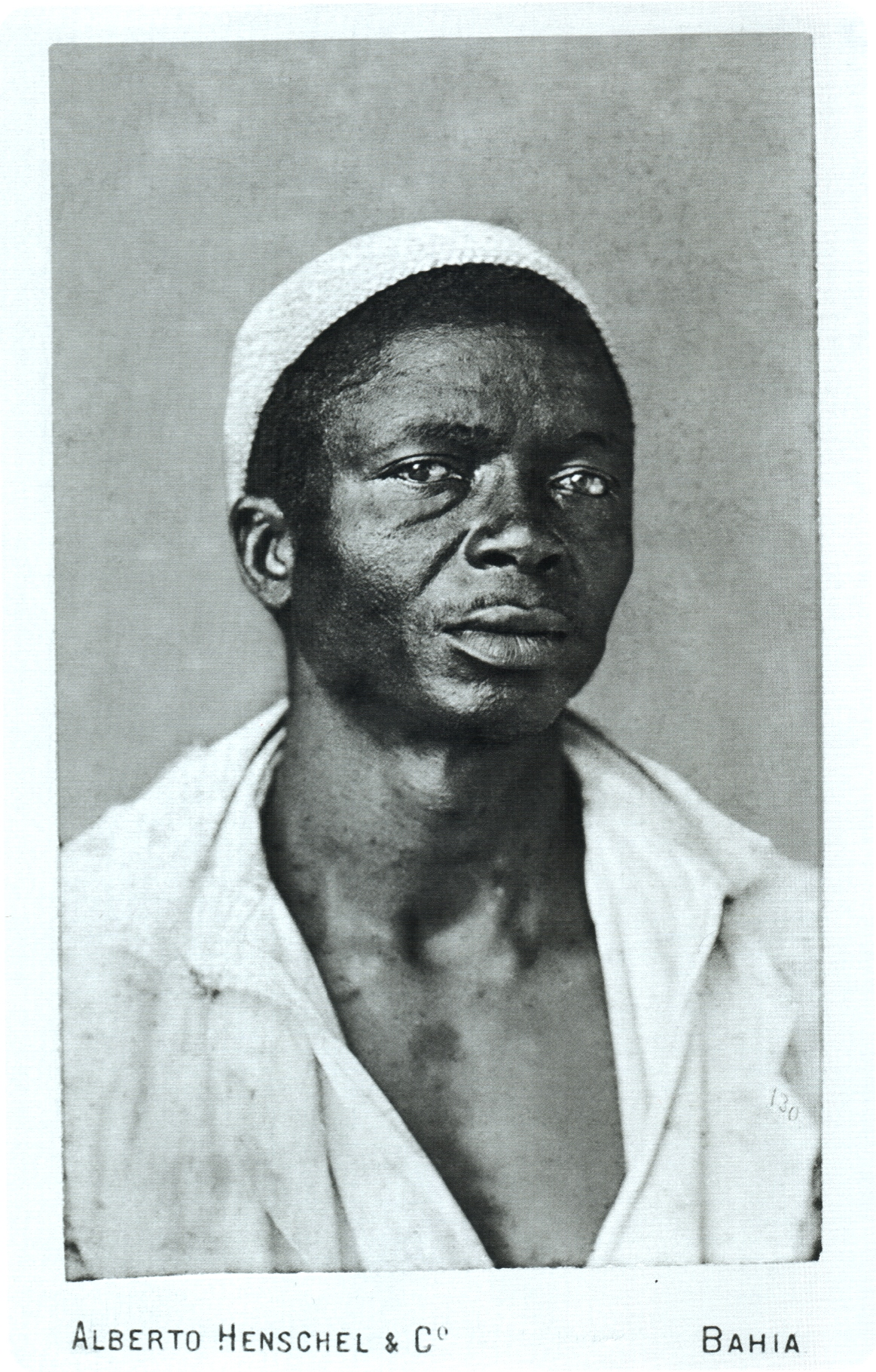
Alberto Henschel: Domorodec státu Bahia, asi 1870